# No vull pagar
No vull pagar és una campanya ciutadana contra els peatges amortitzats als Territoris de parla catalana. Va començar a principis d'abril de 2012 a Catalunya, i un mes després es va estendre al País Valencià i a les Illes Balears (Túnel de Sóller).

## Cronologia

### Origen

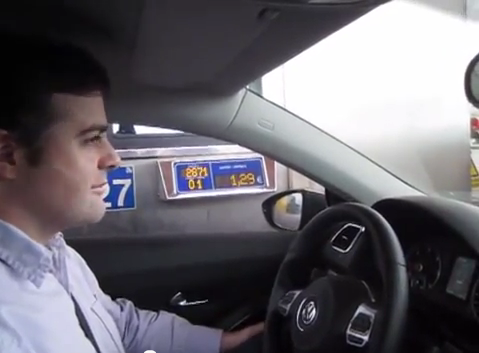
Uriel Bertran, diputat de SI, negant-se a pagar un peatge.

El 29 de març de 2012 Josep Casadellà i Turon, veí d'Anglès (la Selva), va decidir no pagar en un peatge de l'AP-7 i enregistrar la seva acció, la qual va penjar al YouTube. Ràpidament van començar a sorgir vídeos semblants a la mateixa pàgina web amb gent imitant la protesta de Casadellà i es va formar la Plataforma Ciutadana Novullpagar.
A la campanya s'hi van adherir Solidaritat Catalana per la Independència, Esquerra Republicana de Catalunya i la CUP.
Jordi Cañas, diputat de Ciutadans, va explicar que el 25 d'abril (6 dies abans de la primera convocatòria massiva) Abertis va convocar els diputats de la Comissió de Territori i Sostenibilitat del Parlament de Catalunya per a una reunió d'urgència per desmentir que Abertis volgués salvar les autopistes madrilenyes prorrogant les concessions a Catalunya i demanar solucions per al buit legal que no permetia multar els vehicles que no paguessin els peatges. Malgrat les declaracions de Cañas, la reunió no consta al web del Parlament.

### 1 de maig de 2012

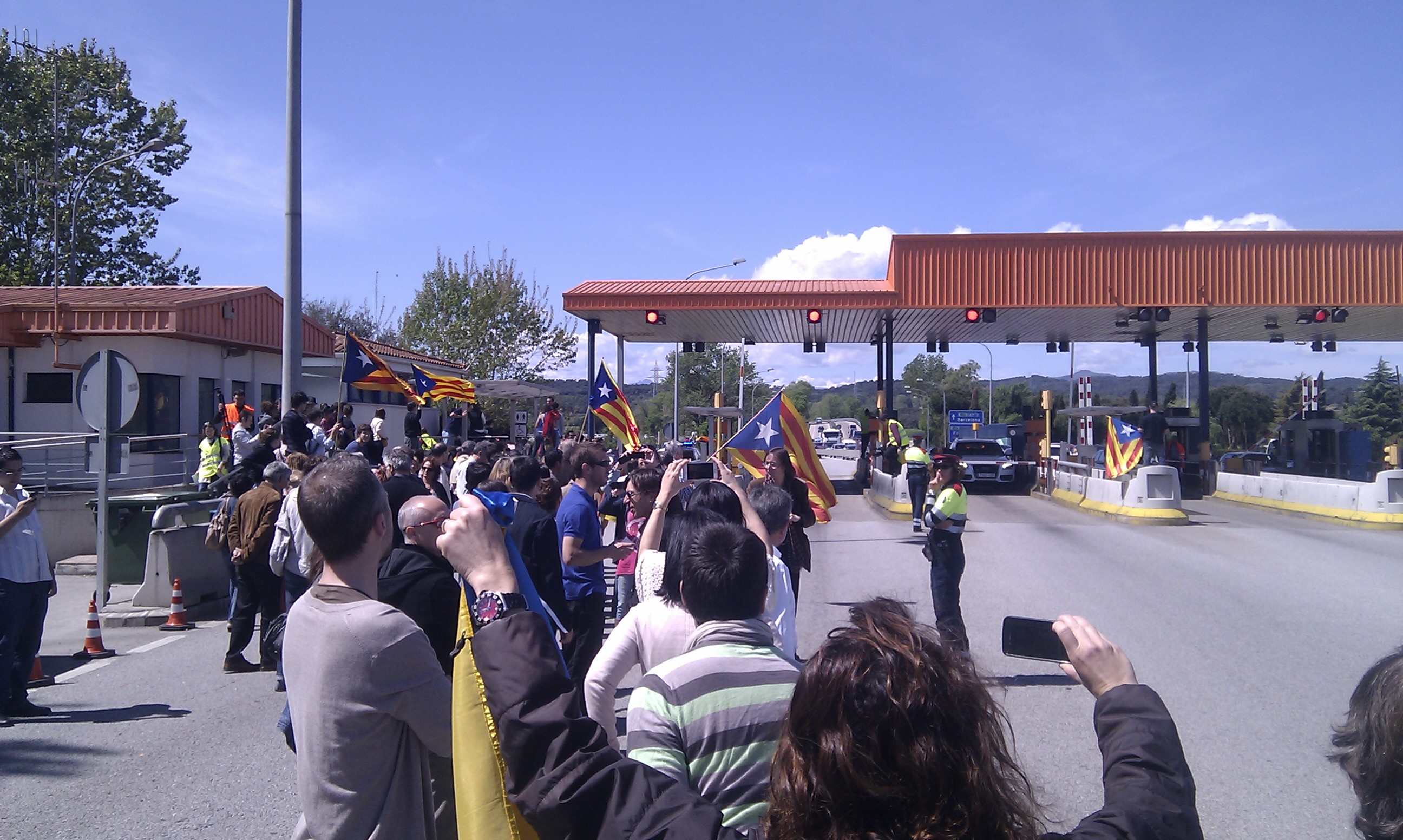
Manifestació de l'1 de maig de 2012 al peatge de l'AP-7 a Girona Sud

La campanya #novullpagar d'insubmissió als peatges va convocar una acció multitudinària a migdia als peatges d'Algemesí (AP-7), Amposta-Deltebre (AP-7), Castelló (AP-7), Figueres Sud (AP-7), Girona Sud (AP-7), Manresa (C-16), Martorell (AP-7), Mollet (C-33), Reus (AP-7), Sagunt-València (AP-7), Terrassa-LesFonts (C-16), Túnels del Garraf (C-32), Ulldecona-Vinaròs (AP-7), Vilassar (C-32), en la qual van participar 2.500 conductors, segons Abertis, col·lapsant algunes de les autopistes, i aconseguint que els operaris aixequessin les barreres als peatges de Mollet i Girona Sud.
A Girona Sud es van registrar centenars de vehicles que van superar el peatge sense pagar on, passats quinze minuts de l'inici de la protesta, els operaris d'Abertis van decidir obrir les barreres i deixar d'apuntar matrícules. Els conductors van entonar Els Segadors i també van corejar crits de "independència". Prop de tres-centes persones es van aplegar a la sortida del peatge per aplaudir els conductors que superaven el peatge sense pagar.
A la una del migdia Abertis va reconèixer públicament que 2.500 conductors havien passat els peatges sense pagar. Deu dies després, es va saber que Abertis va enviar 6000 denúncies al Servei Català de Trànsit.

### Marxa de protesta
A les nou del matí del 15 de maig de 2012, el promotor de la campanya Josep Casadellà inicià una marxa a peu de tres dies, des d'Anglès (la Selva) fins a Barcelona, per a protestar davant de la Generalitat de Catalunya i la seu d'Abertis contra la tramitació de multes als insubmisos a pagar peatges.
El 17 de maig Joan Maria Piqué, cap de premsa d'Artur Mas, va publicar unes polèmiques piulades al Twitter on molts usuaris van entendre que s'insultava els ciutadans que havien participat en les accions de #novullpagar i #LaCaixaEsMordor, aquesta última per protestar contra els ajuts de la banca.
El 18 de maig les entitats Ara o Mai i CADCI juntament amb els partits polítics ERC, SI, CUP i RI van fer una roda de premsa conjunta per explicar un protocol per fer una defensa coordinada de tots els conductors que rebessin multes del Servei català de trànsit per haver participat en la campanya #novullpagar.

### 20 de maig de 2012
La següent acció de la campanya fou el 20 de maig de 2012 a les 12 del migdia i a les 6 de la tarda i va provocar cues i retencions en diversos peatges. Aquell mateix dia es va saber que les denúncies ascendien a 16.000.

### 17 de juny de 2012
La tercera convocatòria massiva de la plataforma fou programada a les 12h del 17 de juny de 2012 a tots els peatges, seguit d'un dinar de carmanyola, a les 13:30h, davant de la seu de La Caixa. Aquesta convocatòria fou la que tingué menys seguiment després que es tramitessin les primeres sancions viàries.

## Implicacions legals
El conseller d'Interior, Felip Puig va informar que no pagar pot suposar una infracció i que hi pot haver una sanció de fins a 100 euros per interrupció del trànsit. Els Mossos d'Esquadra han manifestat que el fet de no abonar el tiquet en el peatge no és multable, ja que es considera un problema privat entre client i prestador del servei tot i que d'Abertis s'informa que els conductors seran denunciats i se'ls reclamarà l'import del viatge per la via administrativa.
El conseller va informar que en cap cas els Mossos seran enviats als peatges per controlar qui paga i qui no paga, i que únicament s'intervindrà en cas de problemes d'ordre públic.
Els Mossos d'Esquadra van desestimar la denúncia imposada sobre Robert Garrigós per haver enregistrat un vídeo on es veia el cobrador "a contrallum, sense que se l'identifiqués".
El procediment que segueix Abertis davant un usuari que es nega a pagar el peatge és anotar el seu número de matrícula, per posteriorment demanar l'import del peatge per via administrativa, i es presenta una denúncia davant els Mossos d'Esquadra per l'impagament del servei. Però en cap cas l'usuari no té cap obligació de mostrar el seu DNI a l'empleat d'Abertis, ja que només la força pública està autoritzada a identificar a les persones.
El 9 de maig, el Servei Català de Trànsit va rebre 6.000 denúncies, de les quals hagué de decidir quines es converteixen en una multa efectiva als conductors i basant-se en quin concepte.
Per a anul·lar les notificacions de denúncia, la Plataforma Prou Peatges posà a disposició dels insubmisos al pagament de peatges un model de formulari de recurs Arxivat 2012-05-23 a Wayback Machine.. El 22 de maig, els regidors de la CUP multats, com ara Jordi Navarro de Girona, van mostrar la seva intenció de no pagar la sanció administrativa.
Durant el matí del 5 de juny, els tres diputats de SI es presentaren a la Fiscalia Superior de Catalunya per a denunciar el conseller d'Interior de la Generalitat de Catalunya Felip Puig, el director del Servei Català de Trànsit (SCT) Joan Aregio i la cap del Servei Territorial de Trànsit de Barcelona Maria Assumpció Gil, sota l'acusació de coaccions i prevaricació per les multes als insubmisos dels peatges. Seguint el seu model, animà a la resta de població que seguís el seu exemple, presentant denúncies com aquesta Arxivat 2015-10-08 a Wayback Machine.. Aquestes denuncies van ser desestimades i arxivades per la Fiscalia del Tribunal Superior de Justícia de Catalunya.
El 6 de juny, el mateix partit va denunciar públicament que des del Servei Català de Trànsit s'havia tramitat, com a mínim, una multa addicional per tocar el clàxon durant un acte d'insubmissió.

## Conseqüències

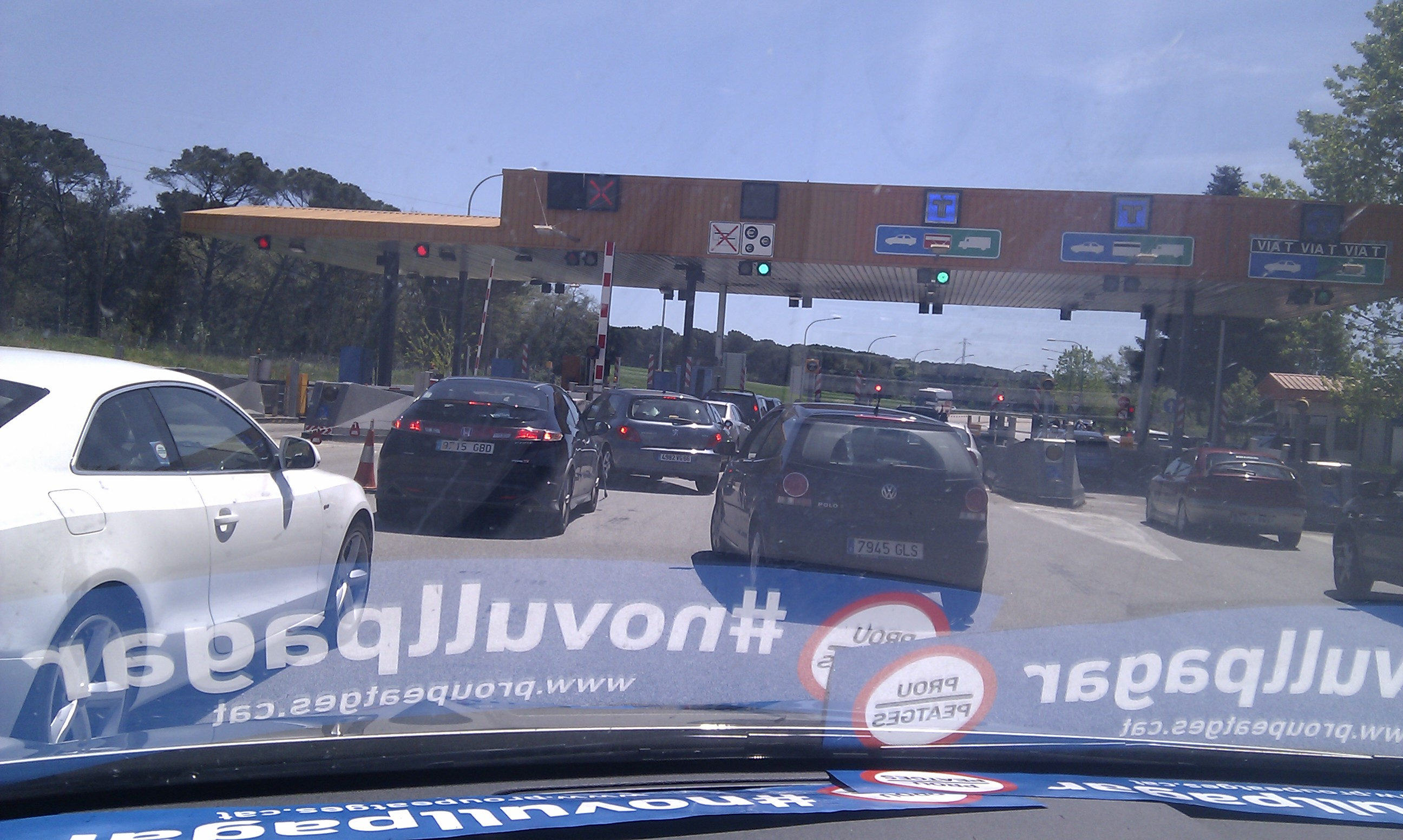
Un vehicle fent cua per passar per un peatge

El conseller de Territori i Sostenibilitat, Lluís Recoder, ha convocat pel 14 de maig el grup format pel govern de la Generalitat de Catalunya, els grups polítics, les empreses concessionàries, els sindicats i les cambres de comerç per estudiar la reordenació dels peatges.
El Govern de la Generalitat de Catalunya anuncià el 15 de maig, enmig de la polèmica, que durant el 2012 privatitzaria els Túnels de Vallvidrera gestionats fins al moment per Tabasa. El 24 de maig, el RACC proposà al Govern espanyol el retorn íntegre de l'import dels peatges, mitjançant un sistema de deduccions de l'IRPF, per a tots aquells usuaris d'autopistes de pagament. Segons unes filtracions atribuïdes a Anonymous, la campanya No vull pagar, entre altres mobilitzacions ciutadanes, va ser objecte de vigilància per part del Centre de Seguretat de la Informació de Catalunya.

## Peatges de Catalunya
| Via                   | Tram                             | Concessionària               | Anys de concessió | Pròrroga | Cost de construcció (en milions d'euros) | Ingressos estimats finals (en milions d'euros) |
| --------------------- | -------------------------------- | ---------------------------- | ----------------- | -------- | ---------------------------------------- | ---------------------------------------------- |
| AP-7                  | Granollers - la Jonquera         | Acesa (Abertis)              | 34 (fins 2004)    | 2021     | 21                                       | 682,2                                          |
| AP-7                  | Molins de Rei - Martorell        | Acesa (Abertis)              | 37 (fins 2005)    | 2021     | 14,6                                     | 1.168,7                                        |
| AP-7                  | Martorell - Tarragona            | Acesa (Abertis)              | 37 (fins 2005)    | 2021     | 42,2                                     | 2.170,3                                        |
| AP-7                  | Tarragona - Alcanar              | Aumar (Abertis)              | 27 (fins 1998)    | 2019     | 11,7                                     | 1.106,3                                        |
| AP-2                  | Mediterrani - Lleida             | Acesa (Abertis)              | 25 (fins 1998)    | 2021     | 84,9                                     | 1.019,7                                        |
| AP-2                  | Lleida - Saragossa               | Acesa (Abertis)              | 25 (fins 1998)    | 2021     | 66,6                                     | 1.019,7                                        |
| C-32                  | Montgat - Mataró                 | Invicat (Abertis)            | 34 (fins 2004)    | 2021     | 21                                       | 682,2                                          |
| C-32                  | Mataró - Palafolls               | Invicat (Abertis)            | 26 (fins 2016)    | 2021     | 285,5                                    | 363,4                                          |
| C-32                  | Castelldefels - Sitges           | Aucat (Abertis)              | 33 (fins 2022)    | 2039     | 205,5                                    | 2.874,3                                        |
| C-32                  | Sitges - El Vendrell             | Aucat (Abertis)              | 45 (fins 2039)    | -        | 208,2                                    | 674,2                                          |
| C-16                  | Terrassa - Manresa               | Autema (Ferrovial i Abertis) | 35 (fins 2031)    | 2036     | 126,8                                    | 4.035,3                                        |
| C-16                  | Sant Cugat del Vallès - Terrassa | Autema (Ferrovial i Abertis) | 37 (fins 2036)    | -        | 60,5                                     | 1.745,1                                        |
| Túnel del Cadí        | Túnel del Cadí                   | Generalitat i altres         | 46 (fins 2019)    | 2028     | 83,2                                     | 656,6                                          |
| Túnels de Vallvidrera | Tabasa                           | Generalitat i altres         | 50 (fins 2037)    | -        | 19,9                                     | 1.903,2                                        |
| C-33                  | Barcelona - Montmeló             | Invicat (Abertis)            | 37 (fins 2004)    | 2021     | 19,9                                     | 535,4                                          |

Font: Declaració de Gelida